# American Pie (utwór)
American Pie (czyt. IPA: /ə'mɛrəkən paɪ/, SAMPA: /@"mEr@k@n paI/) – piosenka Dona McLeana, pochodząca z albumu o tym samym tytule, wydanym w październiku 1971 roku. Utwór stał się jego największym przebojem, docierając do miejsca 2. na brytyjskiej liście przebojów UK Singles Chart, oraz wspinając się na sam szczyt amerykańskiego zestawiania Hot 100 magazynu Billboard. W 2002 roku „American Pie” został wprowadzony do Grammy Hall of Fame.

## Geneza utworu
Piosenka w stylu folk rock, grana jest na gitarze akustycznej z towarzyszeniem zespołu instrumentalnego. Tekst piosenki, pełen trudnych do rozszyfrowania aluzji i odniesień, dotyczy głównie katastrofy lotniczej, w której w dniu 3 lutego 1959 roku zginęli trzej pionierzy rock and rolla: Buddy Holly, Ritchie Valens i The Big Bopper. Wydarzenie to znane jest pod określeniem Dzień, w którym umarła muzyka – zwrot, który rozpowszechniła ta piosenka. Dzieło od czasu swej premiery – w 1971 roku – utrzymuje wysoką popularność. Mimo że jak na radiowe standardy jest bardzo długa (w wersji oryginalnej ma ponad osiem i pół minuty), tylko w USA doczekała się ponad trzech milionów zarejestrowanych emisji radiowych.

## Inne wersje
Powstało wiele coverów tego utworu.

### Cover Madonny
Madonna nagrała tę piosenkę w roku 2000, na potrzeby filmu Układ prawie idealny (The Next Best Thing), wyreżyserowanego przez Johna Schlesingera. Utwór pojawia się w filmie początkowo w wersji a cappella, śpiewany przez Ruperta Everetta, Madonnę i innych aktorów. W wersji oryginalnej piosenkę można usłyszeć podczas napisów końcowych i w takiej też formie znajduje się ona na ścieżce dźwiękowej do filmu.
W przeciwieństwie do oryginału piosenka Madonny nie jest aż taka długa, ponieważ znacznie skrócono tekst. Utwór zaczyna się czterema wersami z pierwszej zwrotki, po czym słyszymy drugą zwrotkę, następnie refren i zwrotkę szóstą, po której dwukrotnie śpiewany jest refren.